# اس‌اس دراتنینگام
اس‌اس دراتنینگام (به انگلیسی: SS Drottningholm) یک کشتی بود که طول آن ۵۳۸ فوت (۱۶۴ متر) بود. این کشتی در سال ۱۹۰۴ ساخته شد.